# Monika Marija
Monika Marija Paulauskaitė-Laukė (* 31. Mai 1998 in Kelmė), bekannt als Monika Marija, ist eine litauische Sängerin.

## Werdegang
Paulauskaitė wurde durch ihre Teilnahme bei Lietuvos Balsas bekannt, für die sie ihr Studium unterbrach. Im Team von Donny Montell konnte sie 2018 die Castingshow gewinnen.
Ursprünglich nicht für Teilnahme an der Show Eurovizijos atranka 2018 vorgesehen, nahm Palauskaitė überraschend doch teil. Die ehemalige Eurovisions-Teilnehmerin Erica Jennings, die ursprünglich für die Vorentscheidung zum kommenden Grand Prix vorgesehen war, zog ihre Teilnahme kurzfristig zurück. An ihre Stelle rückte Palauskaitė, die mit dem von Jennings geschriebenen Titel The Truth im Finale der Show den vierten Platz erreichte.
Auf Palauskaitės Debütalbum, das Ende 2018 erschien, befanden sich neben The Truth und neun anderen Liedern auch die Titel Criminal und Light On. Mit diesen Titeln nahm sie erneut an der litauischen Grand-Prix-Vorentscheidung, Eurovizijos Atranka 2019, teil. Trotz des Aufrufes an die Zuschauer, nur für einen der beiden Titel zu stimmen, erreichte die Sängerin dennoch mit beiden Liedern das Finale. Dies führte dazu, dass die Interpretin unter Zahlung einer möglichen Vertragsstrafe den Titel Criminal zurückzog und dafür der Mitbewerber Allen Chicco in das Finale nachrückte. Dort erreichte sie schlussendlich mit Light On den zweiten Platz hinter Jurijus Veklenko.
2020 blieb sie dem Wettbewerb treu, erreichte allerdings nur den dritten Platz. Ihr schwächstes Ergebnis erreichte sie bei ihrer bislang letzten Teilnahme 2024, wo sie zwar das Finale ebenfalls erreichte, aber nur den fünften Platz belegte.
Im gleichen Jahr nahm sie an der zweiten Staffel der Show Aš esu muzika teil und gewann.

## Diskografie

### Alben
- Monika Marija (2018)

### Singles
- If I Leave (2020)
- Pamelavau (2020)
- Žaidimas (2021)
- Pasikalbėkim Gyvai (2021)
- Vienas Namuos (2022)
- Kalėdos Kartu (2022)
- Ten, Kur Užaugom (2023)
- Unlove You Starting Tomorrow (2024)